# هیراکی میتسوشیما
هیراکی میتسوشیما (ژاپنی: 満島ひかり؛ زادهٔ ۳۰ نوامبر ۱۹۸۵) یک هنرپیشه و خواننده اهل ژاپن است. او نخستین بار در سال ۱۹۹۷ میلادی در فیلم تولد دیگر مودرا ۲ نقش بازی کرد. هاراکیری: مرگ یک سامورایی از دیگر فیلم‌هایی است که هیراکی میتسوشیما در آن بازی کرده است. اولترامن مکس در سال ۲۰۰۵ میلادی نخستین بازی تلویزیونی او بود. پدربزرگ او ایتالیایی-آمریکایی بود.